# Rio (álbum de Nívea Soares)
Rio é segundo álbum ao vivo de Nívea Soares, sendo o quarto de sua carreira. Gravado no oitavo Congresso Internacional de Louvor e Adoração Diante do Trono, no dia 7 de abril de 2007, a obra teve as participações especiais de Mariana Valadão e Felipe Valadão nos vocais. O projeto gráfico, idealizado e produzido por Rafael Duarte foi bem avaliado pela crítica especializada, assim como toda a produção musical do disco, de Gustavo Soares, marido de Nívea.

## Faixas
1. "Tempo de Adorar" (Nívea Soares) — 6:23
2. "Aumenta o Fogo" (Nívea Soares) — 5:44
3. "Encontra-Me" (Nívea Soares) — 5:03
4. "Eu Quero Estar Onde Tu Estás" (Nívea Soares) — 4:47
5. "Rio" (Nívea Soares) — 8:24
6. "Precioso" (Nívea Soares) — 6:32
7. "Tu És" (Nívea Soares) — 7:08
8. "És o Meu Amado" (Nívea Soares) — 5:52
9. "Nenhum Deus como Tu" (Nívea Soares) — 6:01
10. "Santo" (Nívea Soares) — 10:01
11. "Eu Nasci pra Te Adorar" (Nívea Soares) — 7:07